# 遠賀川式土器
遠賀川式土器（おんががわしきどき）は、西日本に分布する弥生時代前期の土器の総称。九州から西日本に広く分布し、それが初期の水田稲作の西から東への伝播の指標とされ、西日本の弥生前期土器の総称としてつかわれるようになった。

## 概要
1931年（昭和6年）福岡県遠賀川下流の川床で多量の弥生土器が採集された。1937年（昭和17年）九州から近畿地方まで広く分布する共通した特徴を持つ土器に小林行雄が遠賀川式と名付けた。

## 器種
壺（つぼ）、甕（かめ）、鉢（はち）、高坏（たかつき）の器種があり、壺には木葉文（もくようもん）や羽状文、平行線文などの文様がほどこされることがある。

## 分布
分布は太平洋側では伊勢湾沿岸まで、日本海側では若狭湾沿岸までの西日本全域に及ぶとされたが、その後、東日本から本州北端部の青森県（津軽平野や三八地域）までおよんでいることが分かった。
伊藤信雄は、1970年代に炭化米・籾痕土器関連の遺跡を東北地方で23カ所掲げて、日本海沿いの稲作伝播の可能性を指摘している。1980年代に入って青森県三戸郡南郷村の松石橋遺跡で完形壺がみつかり、遠賀川式土器であることが分かり、是川遺跡から出土した土器片が遠賀川式であることが確認された。それ以来東北地方各地で遠賀川式土器的なものが見つかっている。これらは遠賀川系土器と呼ばれ、東北地方各地の遠賀川系土器の詳しい観察結果や図・写真が公開されている。

## 石器類
これらの遺跡からは石包丁、太形蛤刃（ふとがたはまぐりば）石斧、抉入柱状片刃（えぐりいりちゅうじょうかたば）石斧、扁平片刃（へんぺいかたば）石斧などの大陸系磨製石器類が出土しており、水田稲作の定着がうかがわれる。このように斉一性の強い土器が広範囲にわたって分布するのは、ごく短期間のうちに水田稲作を基盤とする弥生文化がこの地域に広がったことを意味している。